# Netzfilter (Puls)
Der Netzfilter (lange Form: Netzfilter: Damit es „Klick“ macht) ist eine deutsche Hörfunksendung, die seit mehreren Jahren wöchentlich auf dem Kanal Puls des Bayerischen Rundfunks ausgestrahlt wird. Netzfilter behandelt Themen aus dem Internet und weiteres zum digitalen Alltag. Die Sendung wird auf ihrem Programmplatz jeweils samstags von 12 bis 14 Uhr von Jolyne Schürmann und wechselnd Christian Schiffer, Anna Bühler und Verena Fiebiger moderiert und ist anschließend eine Zeitlang auf der Website des Senders als rund 40-minütiger Podcast verfügbar.
Typische, in Netzfilter aufgegriffene Rubriken sind
- ein „Netzlexikon“,[1] wo Begriffe aus dem Internet erklärt werden
- die „Meme-Kolụmne“,[2] wo Meme erläutert werden
- der „Klicktipp“, wo empfohlene Websites vorgestellt werden
- „Facebook-town“ mit Neuigkeiten über Facebook.
- sowie die „Zeitfalle“, wo Blogger befragt wurden, auf welchen Seiten sie prokrastinieren.

Netzfilter-Moderator Christian Schiffer wurde im März 2012 dafür, „digitale Themen spannend und radiophon aufgearbeitet“ zu haben, mit dem Kurt-Magnus-Preis, einem der bedeutendsten Hörfunkpreise in Deutschland, ausgezeichnet.